# Upplands runinskrifter 145
Runinskrift U 145 är en runhäll vid Fällbro bro i Täby socken och Täby kommun i sydöstra Uppland. Ristningen är 1,59 meter hög och 1,09 meter bred. Runhöjden är cirka 7 cm.
Ristningen är signerad av Olev som också ristat U 162.

## Placering
Söder om bäckfåran vid Fällbro bro finns tre runristningar som alla berättar om ett vikingatida brobygge. Mellan runhällarna kan man, särskilt om våren när gräset är kort, ana resterna av en forntida hålväg. Den andra runhällen är U 146 och blott några hundra meter därifrån finns Fv1946;258.

## Inskriften
Translitterering av runraden:
þurkel × auk × fuluhi × litu × ahkua × eli ' þisa × auk × bru kia · eftiʀ stain × faþur sen × ulayifr iak
Normalisering till runsvenska:
Þorkell ok Fullugi letu haggva hælli þessa ok bro gærva æftiʀ Stæin, faður senn. Olæifʀ hiogg.
Översättning till nusvenska:
Torkel och Fulluge läto hugga denna häll och göra bron efter Sten, sin fader. Olev högg.